# Kirowgrad
Kirowgrad (russisch Кировград) ist eine Stadt in der Oblast Swerdlowsk (Russland) mit 21.035 Einwohnern (Stand 14. Oktober 2010). Kirowgrad ist nicht zu verwechseln mit der Großstadt Kropywnyzkyj, ehemals Kirowohrad (russisch Kirowograd) in der Ukraine.

## Geografie
Die Stadt liegt am Ostrand des Mittleren Urals, etwa 100 km nordwestlich der Oblasthauptstadt Jekaterinburg im Quellgebiet der Neiwa, des linken Quellflusses der Niza im Flusssystem des Ob.
Kirowgrad ist Zentrum eines gleichnamigen Stadtkreises.
Kirowgrad ist über eine 9 km lange Zweigstrecke der Station Schurala der Eisenbahnstrecke Perm–Kuschwa (Station Goroblagodatskaja) – Jekaterinburg verbunden. Die Station der Stadt heißt Jeschowaja (Ежёвая).

## Geschichte
An Stelle der heutigen Stadt entstand bereits im 17. Jahrhundert das Dorf Kalatai, später Kalata. Am Anfang des 18. Jahrhunderts wurde mit dem Abbau in der Nähe entdeckten Kupfererze begonnen. 1910–12 wurde die Kupferhütte Kalatinski Sawod errichtet, um die eine gleichnamige Arbeitersiedlung entstand. Diese erhielt 1932 unter dem Namen Kalata Stadtrecht. 1935 erfolgte die Umbenennung in Kirowgrad, nach dem 1934 ermordeten sowjetischen Staatsmann Sergei Kirow.

### Bevölkerungsentwicklung
| Jahr | Einwohner |
| ---- | --------- |
| 1939 | 27.735    |
| 1959 | 22.713    |
| 1970 | 23.031    |
| 1979 | 24.031    |
| 1989 | 25.598    |
| 2002 | 23.197    |
| 2010 | 21.035    |

Anmerkung: Volkszählungsdaten

## Kultur und Sehenswürdigkeiten
In Kirowgrad gibt es ein Historisches und Heimatmuseum.

## Wirtschaft
Das Kupferkombinat Kirowgrad mit Bergwerk, Anreicherungsfabrik, Kupferhütte und Chemiewerk ist eines der größten Unternehmen der Buntmetallurgie des Urals. Außerdem gibt es ein Werk für Wolfram-, Titan- und Kobalt-Legierungen.

## Söhne und Töchter der Stadt
- Galina Kurljandskaja (* 1961), Physikerin und Hochschullehrerin